# Pork Pie
Pork Pie – europejska grupa muzyczna, grająca w latach 1973–1976 w stylu fusion, w skład której wchodzili: Jasper van ’t Hof – instrumenty klawiszowe, Charlie Mariano – saksofon i Philip Catherine – gitara; a w sekcji rytmicznej: Aldo Romano – perkusja i Jean-François Jenny-Clark – kontrabas (początkowo na kontrabasie grał jeszcze Henri Texier).
Po odejściu z Asociation P.C., koncertach z Jeanem-Lukiem Pontym i współpracy z basistą Peterem Trunkiem Jasper van ’t Hof (holenderski pianista i keyboardzista) skupił wokół siebie w 1973 w Monachium grupę (głównie europejskich) muzyków:
- amerykańskiego, ale pochodzenia włoskiego, saksofonistę Charliego Mariano,
- urodzonego w Londynie (jego matka była Angielką, ojciec Belgiem) belgijskiego gitarzystę Philipa Catherine, który wcześniej grał w holenderskiej grupie Focus,
- włoskiego perkusistę (mieszkającego na stałe we Francji) Aldo Romano oraz
- francuskiego kontrabasistę Henriego Texiera.

Powstanie zespołu było realizacją zmierzeń van ’t Hofa, aby łączyć granie jazzu z muzyką rockową, z wykorzystaniem elektroniki (rozszerzającej możliwości instrumentów klawiszowych) i elementów swobodnej improwizacji. Nazwa grupy wzięła swój początek od utworu Charles’a Mingusa „Goodbye Pork Pie Hat”, dedykowanego Lesterowi Youngowi.
Przez około pół roku grupa koncertowała w Paryżu, gdzie dołączył do niej drugi francuski kontrabasista Jean-François Jenny-Clark, który początkowo grał razem z Texierem, a później całkowicie go zastąpił.
Zespół nagrał dwie płyty: Transitory (1974) i The Door Is Open (1976), po czym muzycy w 1976 zrezygnowali ze wspólnych występów. Ich, skromnie udokumentowana, działalność porównywana jest przez krytyków do osiągnięć – w tym okresie – uznanych amerykańskich zespołów fusion (Mahavishnu Orchestra, Weather Report czy Return to Forever).
Jeden z koncertów Pork Pie, z 27 lipca 1974 w Balve na Balver Hohle Jazzfestival, został nagrany (prawdopodobnie przez lokalną rozgłośnię radiową). Nagranie to (64:35 muzyki, bez podanej listy utworów) jest dostępne na bootlegu zatytułowanym Pork Pie Balver Hohle Jazzfestival, Germany, July 27, 1974. Na scenie wystąpili: Jasper van ’t Hof – keyboard, Philip Catherine – gitara, Charlie Mariano – saksofon altowy i sopranowy, flet, nagaswaram, John Lee – gitara basowa, Aldo Romano – perkusja.
W 1992 Pork Pie został reaktywowany w składzie: Jasper van ’t Hof, Phlip Catherine, Charlie Mariano i Don Alias. W 1997 nagrali album Operanoïa.